# 강상준 (뮤지컬 배우)
강상준(1991년 2월 28일 ~ )은 대한민국의 배우이다.

## 학력
- 안양예술고등학교 연극영화과 학사
- 중앙대학교 음악극과 학사

## 출연작

### 드라마
- 2021년 KBS2 단막극 《드라마 스페셜 - 기억의 해각》 - 해각 역
- 2023년 MBC 드라마넷 월화드라마 《로맨스 빌런》 - 오진욱 역
- 2023년 tvN 단막극 《O'PENing - 우리가 못 만나는 이유 1가지》 - 김기준 역
- 2024년 JTBC 토일드라마 《닥터 슬럼프》 - 손찬영 역
- 2024년 SBS 금토드라마 《재벌X형사》 - 박준영 역
- 2024년 ENA 월화드라마 《나의 해리에게》 - 문지온 역
- 2025년 카카오TV 웹드라마 《귀신도 세탁이 되나요?》 - 마도준 역
- 2025년 JTBC 토일드라마 《에스콰이어 : 변호사를 꿈꾸는 변호사들》 - 한성찬 역

### 뮤지컬
- 2017년 신과 함께_저승편 - 태산부군 역
- 2017년 굳빠이, 이상 - 길진섭 역
- 2017년 칠서 - 박차의 역
- 2018년 국경의 남쪽 - 선호 역
- 2018년 다윈 영의 악의 기원  - 레오 마샬 역
- 2018년 금란방  - 윤구연 역
- 2018년 신과 함께_저승편 유성연 역
- 2019년 윤동주, 달을 쏘다 - 송몽규 역
- 2019년 나빌레라 - 이채록 역
- 2019년 신과 함께_이승 편 - 카페 사장 역
- 2019년 윤동주, 달을 쏘다 - 안성 - 송몽규역
- 2019년 다윈 영의 악의 기원 - 레오 마샬 역
- 2019년 윤동주 달을 쏘다 - 전주 - 송몽규 역
- 2019년 윤동주 달을 쏘다 - 안산 - 송몽규 역
- 2019년 윤동주 달을 쏘다 - 고양 - 송몽규 역
- 2019년 위대한 개츠비 - 제이 개츠비 역
- 2020년 잃어버린 얼굴 1895 - 김옥균 역
- 2020년 굿 세워라 금순아 - 경찰 역
- 2021년 향화-수원 기자 역
- 2021년 나빌레라 - 이채록 역
- 2021년 트레이스 유 - 구본하 역

### 연극
- 2021년 작은 아씨들 - 로리 역
- 2021년 환상동화 - 전쟁광대 역

## 수상 목록
- 2024년 SBS 연기대상 남자 신인연기상